# 대구실내체육관
대구실내체육관(大邱室內體育館, Daegu Indoor Gymnasium)은 대한민국 대구광역시 북구 산격4동 대구광역시청 산격청사 옆에 있는 체육관이다. 농구, 배구, 권투, 씨름, 배드민턴, 태권도 등 다양한 실내 스포츠를 즐길 수 있는 실내체육관이다.

## 현황
- 부지면적 : 19,770m2
- 건축연면적 : 14,735m2
- 경기장면적 : 3,513m2 (길이 48m, 폭 41m, 높이 36m)
- 관람인원 : 5,558명 (최대 7,000명)
- 선수대기실 2개소
- 사무실 3개소, 임대 1개소
- 화장실(남7, 여6)
- 샤워실(남2), 탈의실(남2)

## 역사
- 1965년 5월 : 경상북도 주관으로 경북체육관 건립추진위원회 구성
- 1971년 4월 : 경북체육관 건립
- 1975년 6월 : 경상북도로부터 대구시로 재산 및 관리권 인수
- 1984년 9월 : 대구체육관으로 개칭

## 용도
- 각종 실내 스포츠, 콘서트